# آدریانو زاناگا
آدریانو زاناگا (ایتالیایی: Adriano Zanaga; ۱۴ ژانویهٔ ۱۸۹۶ – ۳۱ ژانویهٔ ۱۹۷۷) دوچرخه‌سوار اهل ایتالیا بود.